# Caducifolio
En la horticultura y botánica, el término de caducifolio (del latín cadūcus (caduco, caído) y folĭum (hoja)), hoja caduca significa «que se caen en la madurez» y «con tendencia a caerse», en referencia a los árboles y arbustos que arrojan hojas estacionalmente, generalmente en otoño; al desprendimiento de pétalos, después de la floración; y al derramamiento de frutos maduros. El antónimo de caducifolio en el sentido botánico es perennifolio. En ocasiones se usa el calco del inglés decidua (del inglés deciduous).
En general, el término «caduco» significa «la caída de una parte que ya no es necesaria o útil» y la «caída después de que se termina su propósito». En las plantas, es el resultado de procesos naturales. «Caduco» tiene un significado similar cuando se refiere a partes de animales, como astas caducas de ciervos, dientes deciduos (dientes de leche) en algunos mamíferos (incluidos los humanos); o decidua, el revestimiento uterino que se desprende después del nacimiento.

## Botánica
En botánica y horticultura, las plantas caducifolias, incluidos los árboles, arbustos y herbáceas perennes, son aquellas que pierden todas sus hojas durante parte del año. Este proceso se llama abscisión. En algunos casos, la pérdida de hojas coincide con el invierno, es decir, en climas templados o polares. En otras partes del mundo, incluidas las regiones tropicales, subtropicales y áridas, las plantas pierden sus hojas durante la estación seca u otras estaciones, según las variaciones en las precipitaciones.
Lo contrario de caducifolio es perenne, donde el follaje se cae en un horario diferente al de las plantas caducifolias, por lo que parece permanecer verde todo el año porque no todas las hojas se caen al mismo tiempo. Las plantas que son intermedias pueden llamarse semicaducifolias; pierden el follaje viejo a medida que comienza un nuevo crecimiento. Otras plantas son semi-perennifolias y pierden sus hojas antes de la próxima temporada de crecimiento, conservando algunas durante el invierno o los períodos secos.

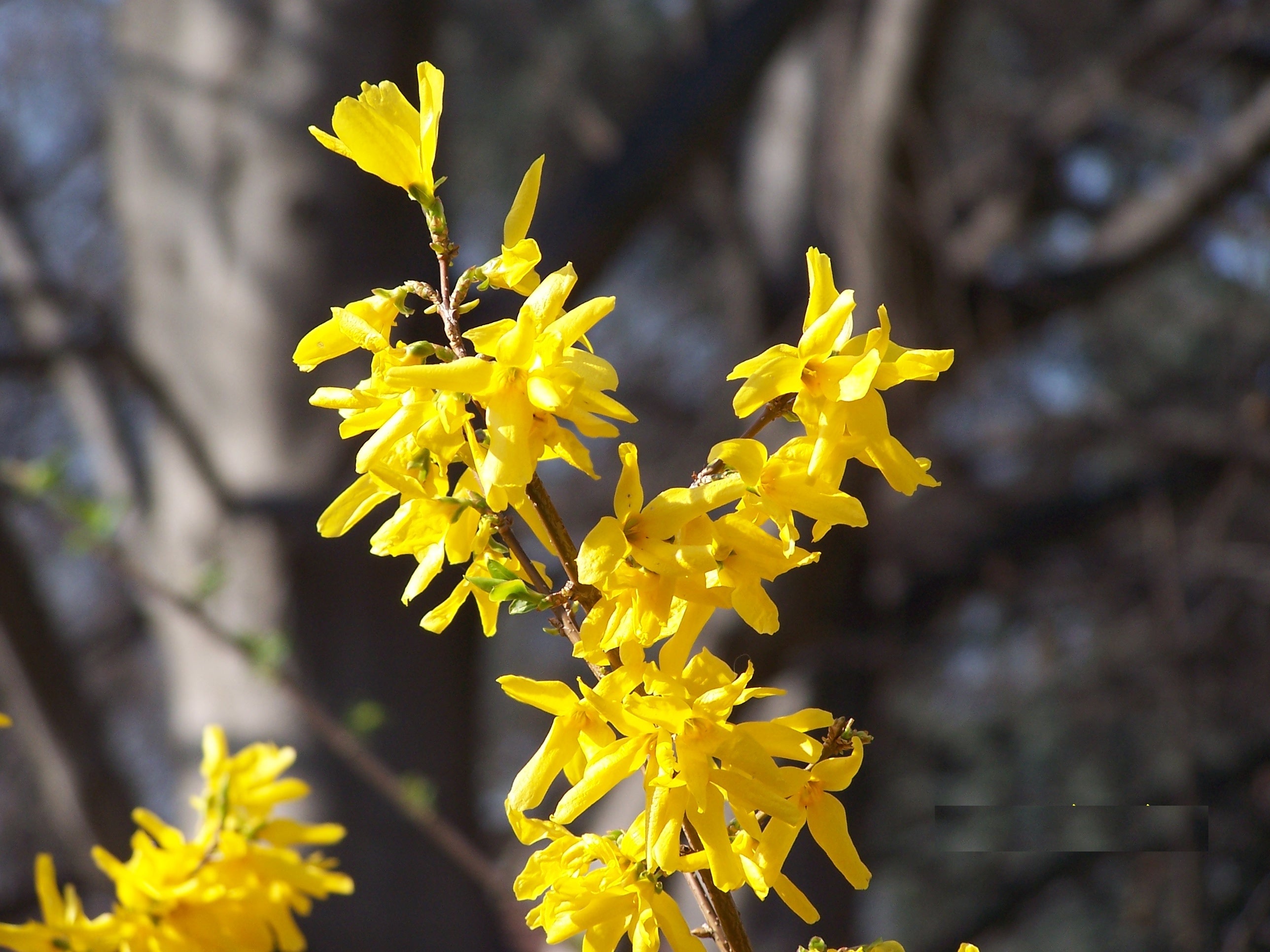
Al igual que otras plantas de hoja caduca, Forsythia florece durante la temporada sin hojas.

Muchas plantas de hoja caduca florecen durante el período en que no tienen hojas, ya que esto aumenta la eficacia de la polinización. La ausencia de hojas mejora la transmisión del polen por el viento para las plantas polinizadas por el viento y aumenta la visibilidad de las flores para los insectos en las plantas polinizadas por insectos. Esta estrategia no está exenta de riesgos, ya que las flores pueden dañarse por las heladas o, en las regiones de estación seca, provocar estrés hídrico en la planta.
Las condiciones que provocan la aparición de hojas o el enrojecimiento de las hojas en primavera pueden variar según la especie o el género de la planta. La mayoría de las plantas perennes herbáceas y algunas plantas leñosas se activan con el calentamiento del aire o la temperatura del suelo, por ejemplo, los abedules (Betula) y los sauces (Salix) intentarán enviar flores u hojas si hay algunos días en los que la temperatura del aire ambiente supera los 10 °C (50 °F). Esta estrategia es arriesgada, ya que una nueva ráfaga de aire frío puede congelar el nuevo crecimiento. Otras plantas leñosas, como los robles, las nueces y los nogales, desarrollan hojas según el fotoperíodo, lo que significa que esperan hasta que el día sea lo suficientemente largo. Estas tienden a ser plantas que tienen un follaje intolerante a las heladas, por lo que las hojas se retrasan hasta finales de la primavera, cuando el peligro de las heladas ha pasado en gran medida.
La caída de hojas en los meses de otoño se basa en el fotoperíodo y varía según el género y la especie. Las nueces tienden a dejar caer sus hojas temprano, mientras que algunos árboles como el arce de Noruega y los sauces tienen una caída de hojas extremadamente tardía, a menudo a mediados de noviembre.
La caída o abscisión de las hojas involucra señales y cambios fisiológicos complejos dentro de las plantas. El proceso de fotosíntesis degrada constantemente el suministro de clorofilas en el follaje; las plantas normalmente reponen las clorofilas durante los meses de verano. Cuando llega el otoño y los días son más cortos o cuando las plantas están estresadas por la sequía, los árboles de hoja caduca disminuyen la producción de pigmento de clorofila, lo que permite que otros pigmentos presentes en la hoja se hagan evidentes, lo que da como resultado un follaje de color no verde. Los colores más brillantes de las hojas se producen cuando los días se acortan y las noches son frescas, pero permanecen por encima del punto de congelación. Estos otros pigmentos incluyen carotenoides que son amarillos, marrones y naranjas. Los pigmentos de antocianina producen colores rojos y morados, aunque no siempre están presentes en las hojas. Más bien, se producen en el follaje a fines del verano, cuando los azúcares quedan atrapados en las hojas después de que comienza el proceso de abscisión. Las partes del mundo que tienen exhibiciones llamativas de colores otoñales brillantes se limitan a lugares donde los días se vuelven cortos y las noches frescas. En otras partes del mundo, las hojas de los árboles de hoja caduca simplemente se caen sin cambiar los colores brillantes producidos por la acumulación de pigmentos de antocianina.
El comienzo de la caída de la hoja comienza cuando se forma una capa de abscisión entre el pecíolo de la hoja y el tallo. Esta capa se forma en la primavera durante el nuevo crecimiento activo de la hoja; consiste en capas de células que pueden separarse unas de otras. Las células son sensibles a una hormona vegetal llamada auxina que es producida por la hoja y otras partes de la planta. Cuando la auxina proveniente de la hoja se produce a un ritmo consistente con el del cuerpo de la planta, las células de la capa de abscisión permanecen conectadas; en otoño, o bajo estrés, el flujo de auxina de la hoja disminuye o se detiene, provocando el alargamiento celular dentro de la capa de abscisión. El alargamiento de estas células rompe la conexión entre las diferentes capas de células, lo que permite que la hoja se separe de la planta. También forma una capa que sella la rotura, para que la planta no pierda savia.
Algunos árboles, particularmente los robles y las hayas, exhiben un comportamiento conocido como "marcescencia" por el cual las hojas muertas no se desprenden en el otoño y permanecen en el árbol hasta que el clima se las lleva. Esto es causado por el desarrollo incompleto de la capa de abscisión. Se ve principalmente en la etapa de plántula y retoño, aunque los árboles maduros pueden tener hojas marcescentes en las ramas inferiores.
Varias plantas de hoja caduca eliminan el nitrógeno y el carbono del follaje antes de que se desprendan y los almacenan en forma de proteínas en las vacuolas de las células del parénquima en las raíces y la corteza interna. En la primavera, estas proteínas se utilizan como fuente de nitrógeno durante el crecimiento de nuevas hojas o flores.

### Función

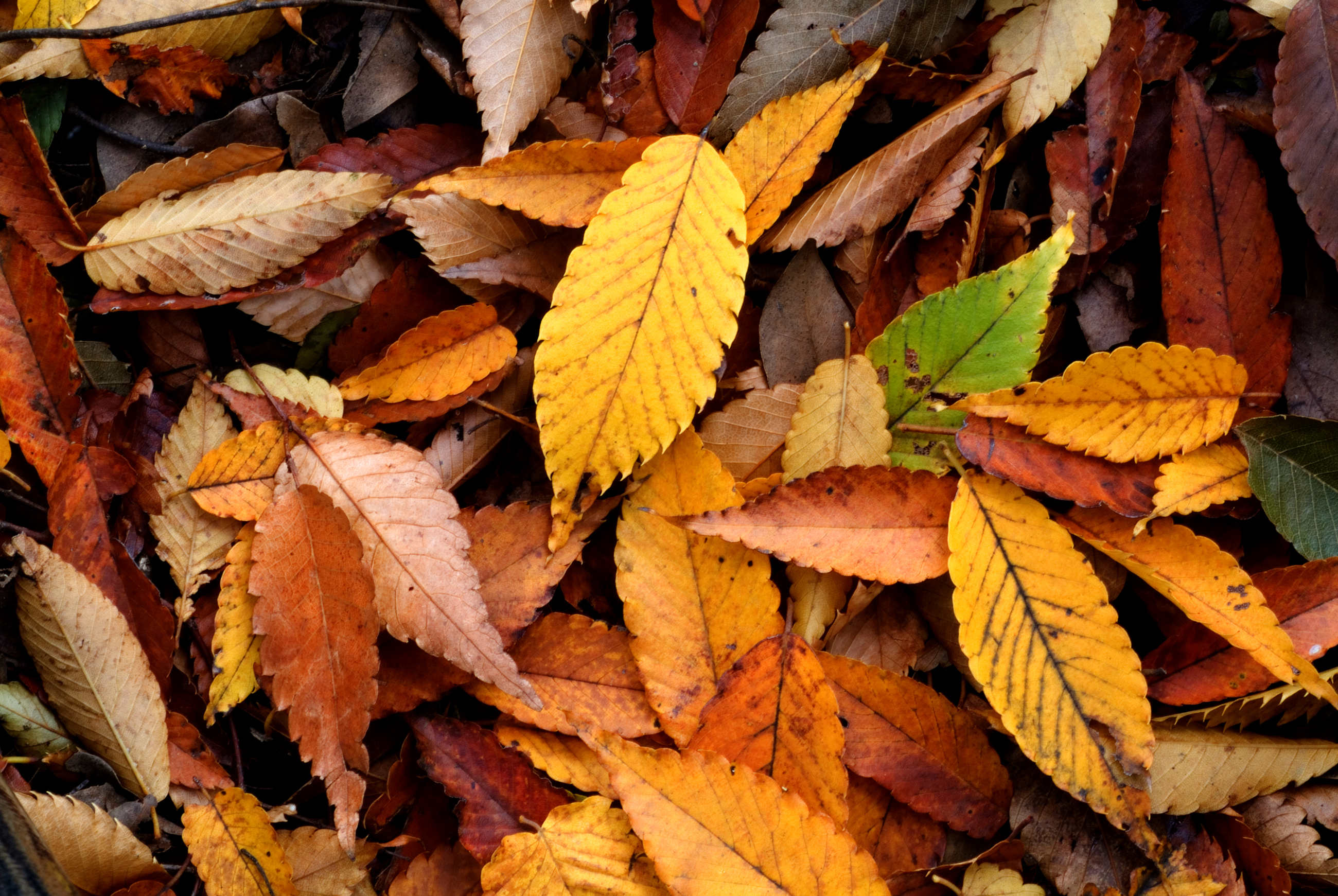
Las plantas de hoja caduca en latitudes medias a altas pierden sus hojas cuando bajan las temperaturas en otoño.

Las plantas con follaje caducifolio tienen ventajas y desventajas en comparación con las plantas con follaje perennifolio. Dado que las plantas de hoja caduca pierden sus hojas para conservar agua o para sobrevivir mejor a las condiciones climáticas invernales, deben volver a crecer follaje nuevo durante la próxima temporada de crecimiento adecuada; esto utiliza recursos que los árboles de hoja perenne no necesitan gastar. Los árboles de hoja perenne sufren una mayor pérdida de agua durante el invierno y también pueden experimentar una mayor presión de depredación, especialmente cuando son pequeños. Los árboles de hoja caduca experimentan muchas menos rotura de ramas y troncos por las tormentas de hielo glaseado cuando no tienen hojas, y las plantas pueden reducir la pérdida de agua debido a la reducción en la disponibilidad de agua líquida durante los días fríos de invierno.
La pérdida de hojas en invierno puede reducir el daño causado por los insectos; reparar las hojas y mantenerlas funcionales puede ser más costoso que simplemente perderlas y volver a crecer. Quitar las hojas también reduce la cavitación que puede dañar los vasos del xilema en las plantas. Esto permite que las plantas de hoja caduca tengan vasos de xilema con diámetros más grandes y, por lo tanto, una mayor tasa de transpiración (y, como resultado, de absorción de CO2, ya que esto ocurre cuando los estomas están abiertos) durante el período de crecimiento de verano.

#### Plantas leñosas de hoja caduca
La característica de hoja caduca se ha desarrollado repetidamente entre las plantas leñosas. Los árboles incluyen arces, muchos robles y nothofagus, olmos, hayas, álamos y abedules, entre otros, así como varios géneros de coníferas, como alerces y Metasequoia. Los arbustos de hoja caduca incluyen madreselva, viburnum y muchos otros. La mayoría de las enredaderas leñosas templadas también son de hoja caduca, incluidas las uvas, la hiedra venenosa, la enredadera de Virginia, las glicinias, etc. La característica es útil en la identificación de plantas; por ejemplo, en partes del sur de California y el sureste de Estados Unidos, las especies de robles de hoja caduca y de hoja perenne pueden crecer una al lado de la otra.
Los períodos de caída de las hojas a menudo coinciden con las estaciones: el invierno en el caso de las plantas de clima fresco o la estación seca en el caso de las plantas tropicales, sin embargo, no hay especies de hoja caduca entre las plantas monocotiledóneas arbóreas, por ejemplo, palmeras, yucas y dracenas. La hortensia hirta es un arbusto leñoso de hoja caduca que se encuentra en Japón.

### Regiones

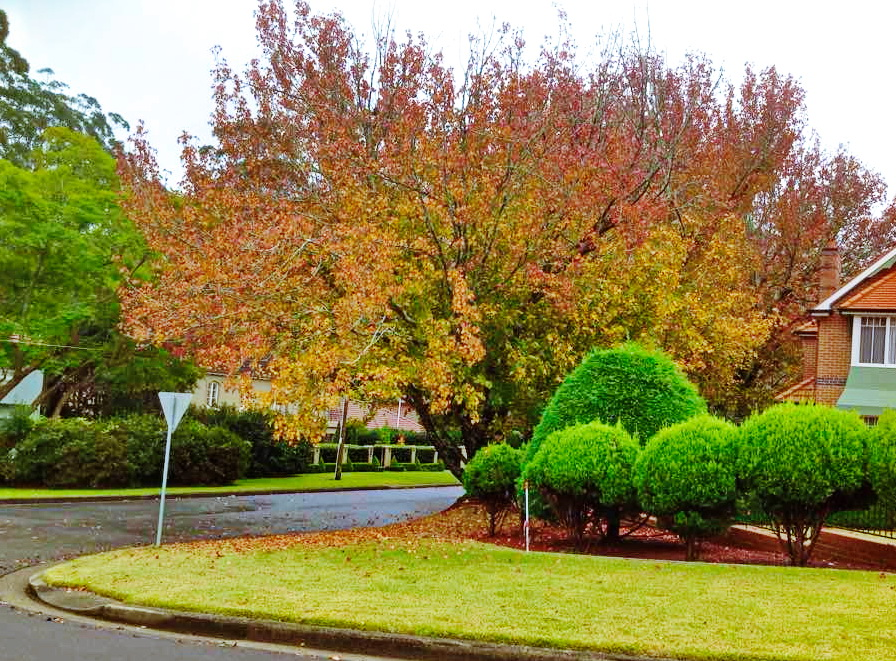
Los árboles de hoja caduca se introdujeron en las regiones templadas de Australia, donde se utilizan como plantas ornamentales, como se ve aquí en una calle suburbana de Sídney.

Los bosques en los que la mayoría de los árboles pierden su follaje al final de la típica temporada de crecimiento se denominan bosques caducifolios. Estos bosques se encuentran en muchas áreas en todo el mundo y tienen ecosistemas distintivos, crecimiento del sotobosque y dinámica del suelo.
Dos tipos distintivos de bosque caducifolio se encuentran creciendo en todo el mundo.
Los biomas de bosques caducifolios templados son comunidades de plantas distribuidas en América del Norte y del Sur, Asia, las laderas del sur del Himalaya, Europa y con fines de cultivo en Oceanía. Se han formado bajo condiciones climáticas que tienen una gran variabilidad estacional de temperatura con crecimiento durante veranos cálidos y caída de hojas en otoño y latencia durante inviernos fríos. Estas comunidades distintivas estacionalmente tienen diversas formas de vida que se ven muy afectadas por la estacionalidad de su clima, principalmente la temperatura y las tasas de precipitación. Estas condiciones ecológicas variables y regionalmente diferentes producen comunidades de plantas forestales distintivas en diferentes regiones.
Los biomas de bosques caducifolios tropicales y subtropicales se han desarrollado en respuesta no a las variaciones estacionales de temperatura, sino a los patrones estacionales de lluvia. Durante períodos secos prolongados, el follaje se deja caer para conservar el agua y evitar la muerte por sequía. La caída de las hojas no depende de la estación como lo es en climas templados, y puede ocurrir en cualquier época del año y varía según la región del mundo. Incluso dentro de un área local pequeña puede haber variaciones en el momento y la duración de la caída de las hojas; diferentes lados de la misma montaña y áreas que tienen niveles freáticos altos o áreas a lo largo de arroyos y ríos pueden producir un mosaico de árboles frondosos y sin hojas.

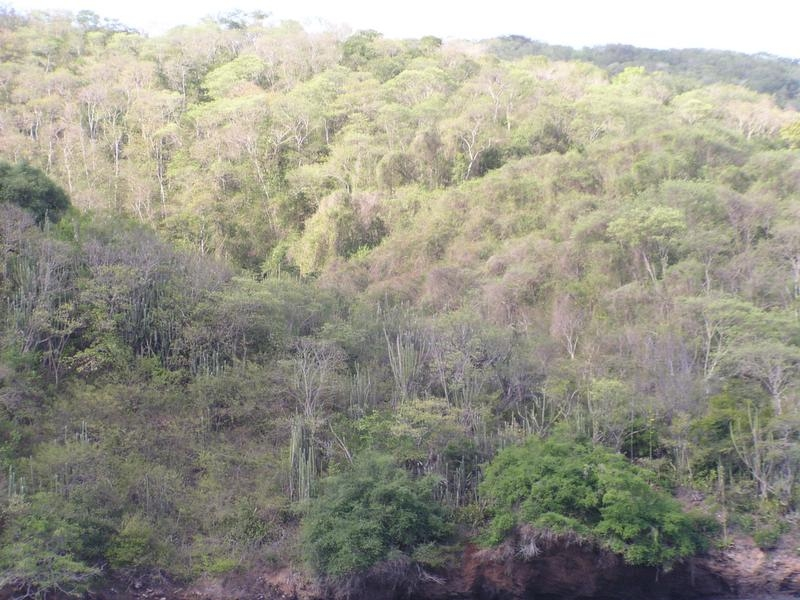
Bosque tropical caducifolio de estación seca
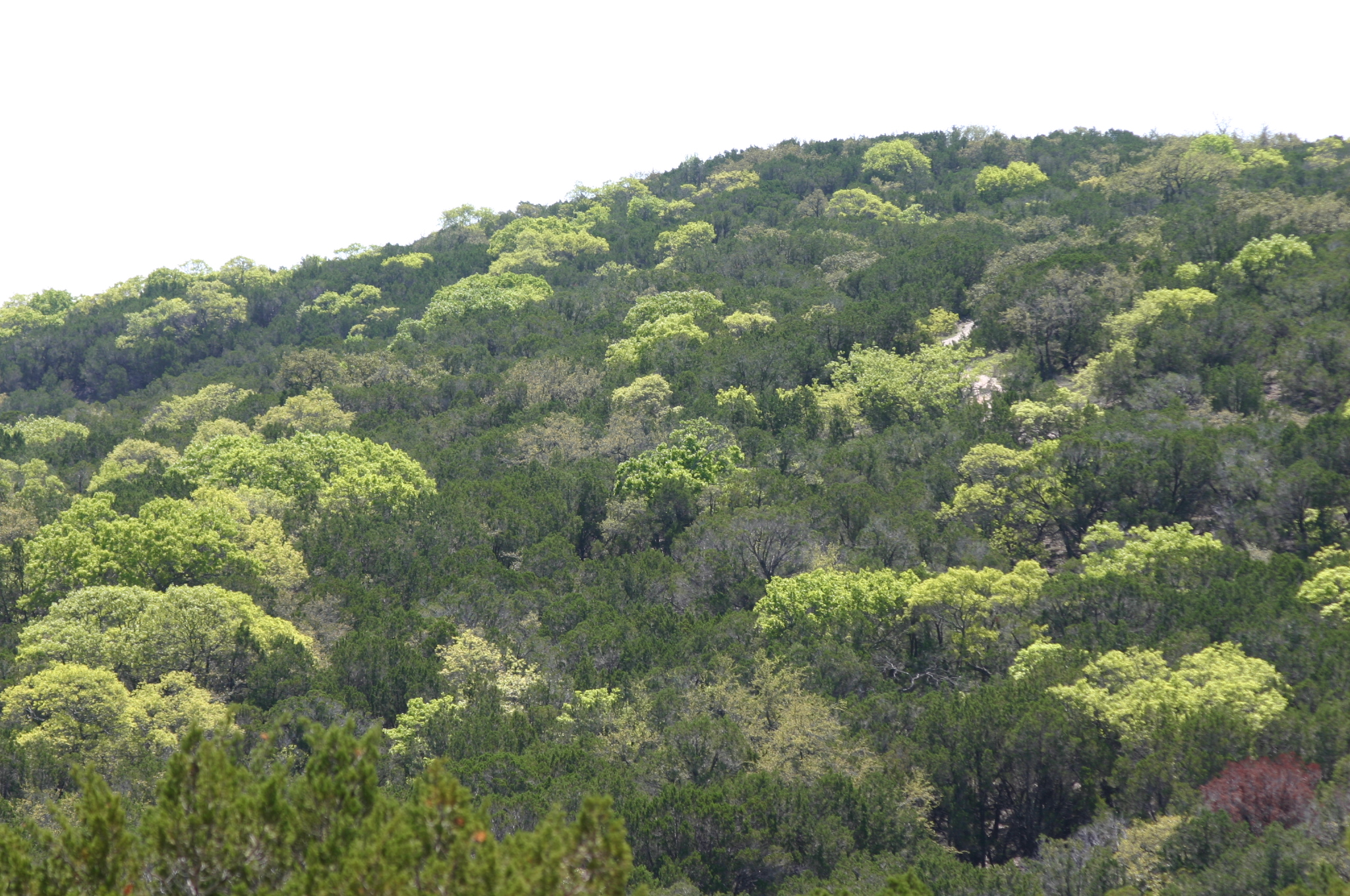
Bosque caducifolio mixto tropical y subtropical en primavera, Texas, Estados Unidos
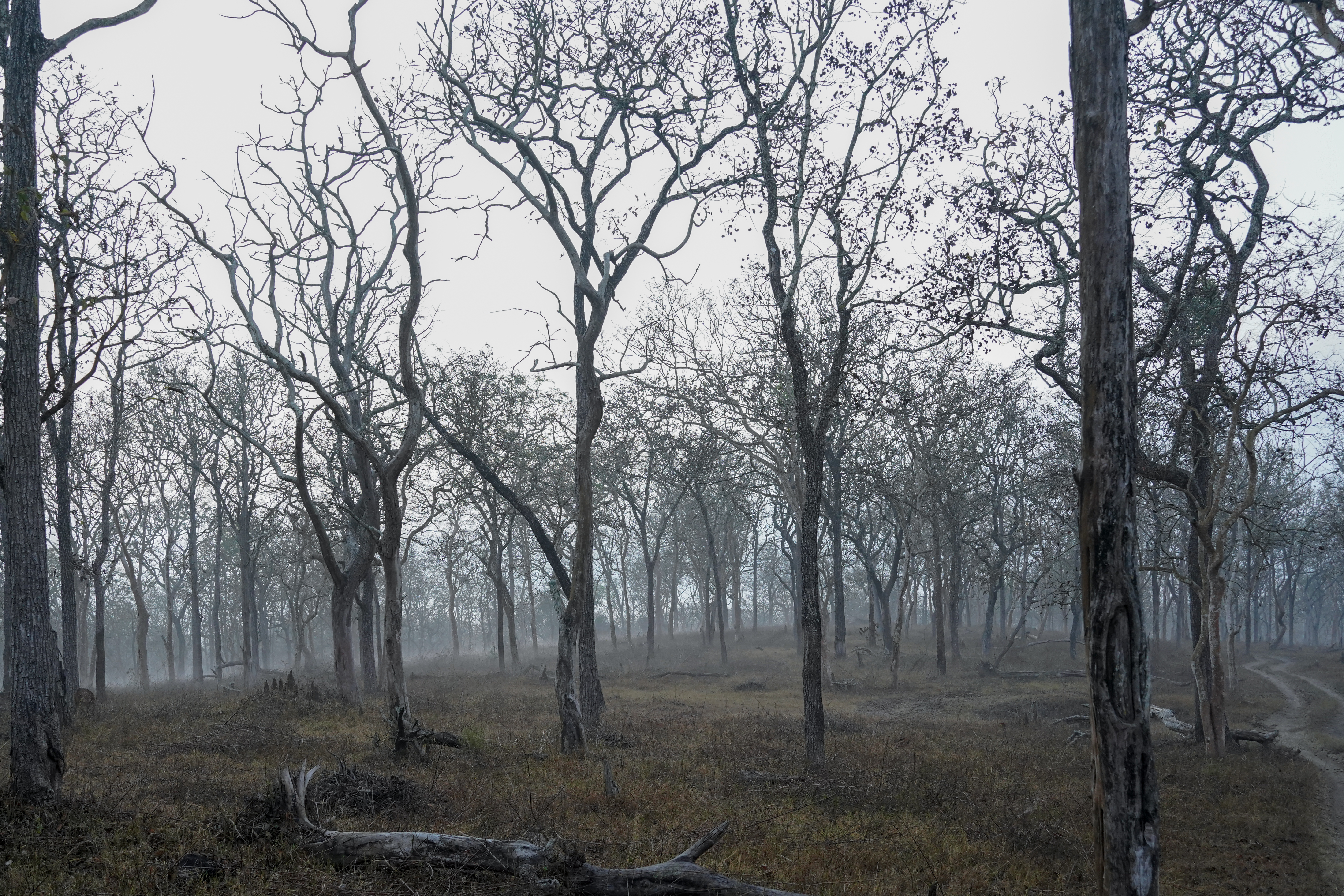
Bosques caducifolios secos tropicales en el sur de la India en la Reserva de Tigres de Mudumalai